# Xenofont d'Ègion
Xenofont d'Ègion (en llatí Xenophon, en grec antic Ξενοφῶν), fou un militar aqueu nadiu d'Ègion (Aegium).
Va acompanyar el general romà Tit Quinti Flaminí a la conferència amb el rei Filip V de Macedònia feta a Nicea el 198 aC, segons diu Titus Livi. Polibi afegeix que va ser un dels ambaixadors enviats a Roma després de la conferència. Va deixar un fill anomenat Alcit (Alcithus).